# CodePlex
CodePlex était un service de forge en ligne développé par Microsoft, actif de mai 2006 au 31 mars 2017.
Lorsqu'il était actif, il permettait le développement partagé de logiciels open source. Ses fonctionnalités incluent des pages wiki, la gestion de versions basé sur Mercurial, TFVC, Subversion ou Git, des forums de discussion, le suivi des problèmes, le balisage des projets, le support RSS ainsi que des statistiques.

## Histoire
La version bêta a débuté en mai 2006. La première version est lancée officiellement un mois plus tard, en juin. Le service sera ensuite mis à jour toutes les trois semaines, ajoutant des fonctionnalités supplémentaires.
En 2010, la fondation indépendante CodePlex, a été renommée Outercurve Foundation pour dissiper la confusion quant à l'existence d'une relation directe entre la fondation et le service CodePlex détenue et gérée uniquement par Microsoft.
Depuis le 22 janvier 2010, le système de gestion de version Mercurial est pris en charge. Le 21 mars 2012, CodePlex a annoncé la prise en charge de Git comme nouvelle option de gestion de version,.
Le 31 mars 2017, Microsoft a annoncé l'arrêt de CodePlex. Le plan initial était de rendre CodePlex accessible en lecture seule en octobre 2017 avant de le fermer définitivement le 15 décembre 2017. Microsoft s'est associé à GitHub pour permettre la migration des projets vers le service,,. Une archive est disponible  pour parcourir les projets restants, en mode lecture seule. Les projets pouvaient être téléchargés ou transférés vers GitHub ou un système similaire. Microsoft a finalement fermé l'archive le 21 octobre 2021.